# Boedjonnovsk
Boedjonnovsk (Russisch: Буденновск) is een stad in de kraj Stavropol, Rusland. De stad had 65687 inwoners bij de volkstelling van 2002. De stad is gesticht in 1799.

## Tsjetsjeense aanval
Op 14 juni 1995 werd de stad aangevallen door Tsjetsjeense rebellen onder leiding van Sjamil Basajev. De stad ligt op zo’n 100 kilometer ten noordwesten van de grens met Tsjetsjenië. Basajev was met 100 à 200 strijders de grens overgestoken en onderweg hebben ze aan agenten bij controleposten smeergeld betaald om door te kunnen rijden. In Boedjonnovsk aangekomen vielen zij het politiebureau en het stadhuis aan. Russische soldaten gingen in de tegenaanval en de rebellen trokken zich terug in het ziekenhuis. Hier namen zij het verplegend personeel, zieken en bezoekers in gijzeling, de aantallen zijn niet met zekerheid vast te stellen, maar de minimale schatting was 1500 personen. Het ziekenhuis werd door Russische troepen omsingeld en onderhandelingen opgestart. Basajev dreigde de gegijzelden te doden als zijn eisen niet werden ingewilligd en op 15 juni werden vijf gegijzelden doodgeschoten.
Na drie dagen van onderhandelen vielen speciale troepen het ziekenhuis aan. Bij de vuurgevechten vielen slachtoffers, maar ook kwamen gegijzelden vrij. Er volgde een tweede en derde aanval, allebei niet succesvol maar waarbij veel slachtoffers vielen. Op 18 juni kwamen partijen tot een vergelijk, Rusland zou de strijd in Tsjetsjenië staken en vredesonderhandelingen beginnen in ruil voor de vrijlating van gegijzelden. Basajev vertrok met zijn strijders en 120 gegijzelden naar Tsjetsjenië. Eenmaal daar aangekomen werden zij ook vrijgelaten en Basajev werd als een held onthaald. Volgens officiële tellingen kwamen er 129 burgers om het leven en raakten er ruim 400 gewond. Basajev zijn groep telde 11 doden en een vermissing.

## Brand petrochemisch complex
Boedjonnovsk is een belangrijk centrum van de petrochemie. Het petrochemische complex "Stavrolen" van LUKoil is een van de grootste in Rusland. Het heeft een ongunstige reputatie qua veiligheid. Op 26 februari 2014 brak er een grote brand uit die pas na drie dagen kon bedwongen worden. Achttien werknemers werden daarbij gewond en de productie moest stilgelegd worden. Ook in 2008 en 2011 waren er al explosies of branden bij Stavrolen; bij de explosie in de polypropyleenfabriek in april 2008 kwamen vier werknemers om.
Bestuurlijk centrum: Stavropol

Steden: Blagodarny · Boedjonnovsk · Georgiejevsk · Ipatovo · Izobilny · Jessentoeki · Kislovodsk · Lermontov · Michajlovsk · Mineralnye Vody · Neftekoemsk · Nevinnomyssk · Novoaleksandrovsk · Novopavlovsk · Pjatigorsk · Svetlograd · Zelenokoemsk · Zjeleznovodsk

Districten: Aleksandrovski · Andropovski · Apanasenkovski · Arzgirski · Blagodarnenski · Boedjonnovski · Georgiejevski · Gratsjovski · Ipatovski · Izobilnenski · Kirovski · Koerski · Kotsjoebejevski · Krasnogvardejski · Levokoemski · Mineralovodski · Neftekoemski · Novoaleksandrovski · Novoselitski · Petrovski · Predgorni · Sjpakovski · Sovetski · Stepnovski · Toerkmenski · Troenovski